# 안호진 (축구 선수)

## 클럽 경력
안호진은 경남 FC 유소년 시스템을 거쳐 성장한 골키퍼로, 2025 시즌을 앞두고 1군 명단에 합류하였다. 시즌 중 출전 기회를 얻으며 프로 무대 경험을 쌓고 있다.

## 플레이 스타일
신장 185cm의 체격을 바탕으로 안정적인 반사 신경과 공중볼 처리 능력을 갖췄으며, 후방 빌드업과 킥 분배 능력에서도 발전 가능성을 보여주고 있다. 수비 라인과의 소통 및 리딩에서도 침착함을 보이는 유망한 자원이다.

## 기타
구단 SNS를 통해 1월 13일 생일 축하 메시지가 게시되며 팬들과의 교감도 이어가고 있다.